# Saint-Genest-Lachamp
Saint-Genest-Lachamp é uma comuna francesa na região administrativa de Auvérnia-Ródano-Alpes, no departamento de Ardèche. Estende-se por uma área de 23,09 km². Em 2010 a comuna tinha 109 habitantes (densidade: 4,7 hab./km²).